# (3460) Ashkova

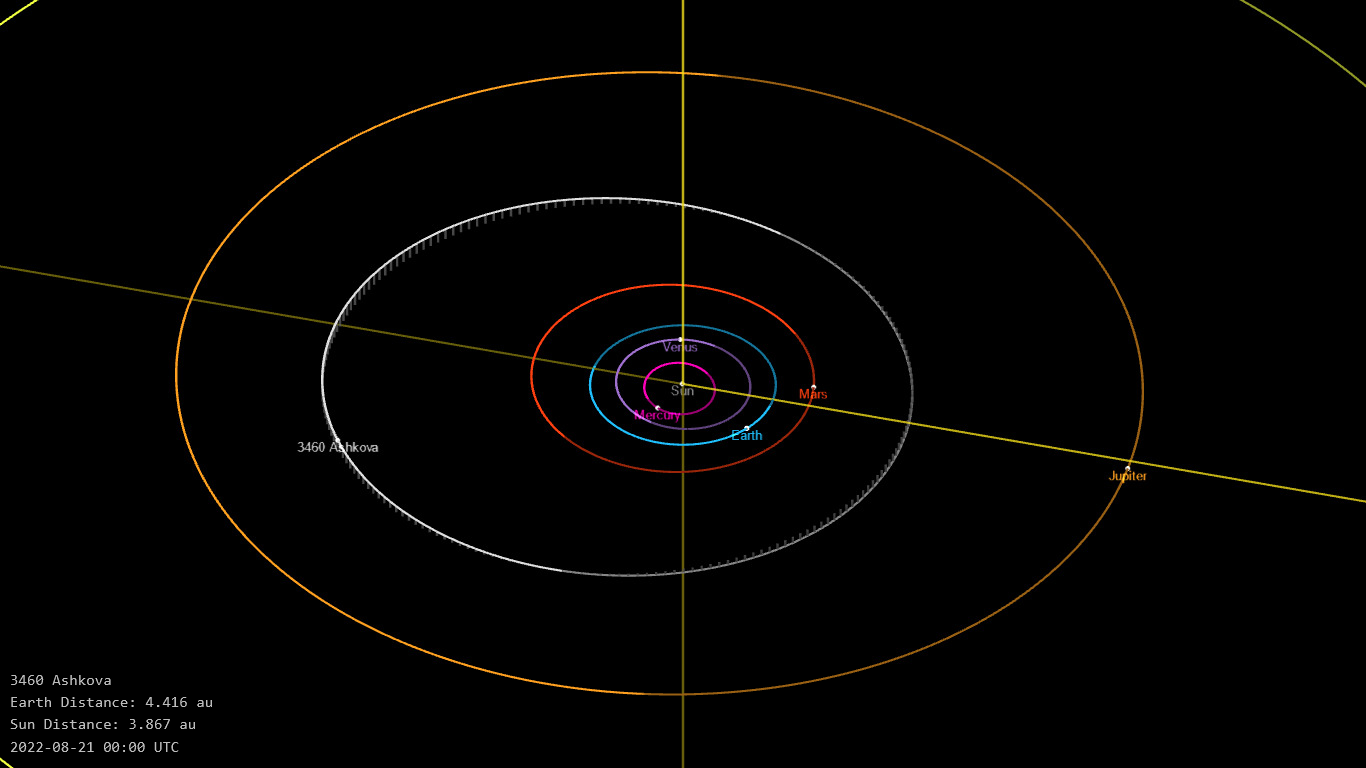
Orbit von (3460) Ashkova

(3460) Ashkova ist ein Asteroid des äußeren Hauptgürtels. Er wurde am 31. August 1973 von der sowjetischen Astronomin Tamara Michailowna Smirnowa am Krim-Observatorium in Nautschnyj, etwa 30 km von Simferopol entfernt, entdeckt.
Der Asteroid wurde nach der sowjetischen Astronomin Nataliya Vladimirovna Ashkova benannt.
Der Himmelskörper gehört zur Ashkova-Gruppe, einer AstDyS-Asteroidenfamilie, deren Namensgeber (3460) Ashkova ist.